# Eucalyptus stricklandii
Eucalyptus stricklandii är en myrtenväxtart som beskrevs av Joseph Henry Maiden. Eucalyptus stricklandii ingår i släktet Eucalyptus och familjen myrtenväxter. Inga underarter finns listade i Catalogue of Life.